# Jukka Hiltunen
Jukka Hiltunen (* 16. April 1965 in Jyväskylä) ist ein finnischer Schauspieler. Er wurde einem größeren Publikum 2002 durch die Rolle eines Aktivisten im Endzeit-Horrorfilm 28 Days Later bekannt.

## Filmografie (Auswahl)
- 2000: The Beach
- 2001: Blow Dry
- 2002: 28 Days Later
- 2003: Terrible Boy
- 2006: Nyheter i skärgården